# 4元ベクトル
物理学の、特に相対性理論における4元ベクトル（よんげんべくとる、英語: four–vector ）とは、ミンコフスキー空間またはローレンツ多様体上の 4 次元のベクトルである。より具体的には、時間に対応する物理量と空間に対応する 3 次元ベクトルをまとめて 4 次元時空上のベクトルとして表示したものである。
ベクトルということで太字で表されたり、3次元のベクトルと区別するため細字のままのこともある。4元ベクトルの添え字は μ, ν などギリシャ文字を使用することが多い。i, j などラテン文字の添え字は、しばしば空間成分のみを表す意図で用いられる。添え字の上付き・下付きによって、後述する反変ベクトルと共変ベクトルを区別する。

## 定義
以下ではアインシュタインの縮約を使う。同じ添え字が上付きと下付きで出てきた場合はその添え字に対して和 (0, 1, 2, 3) をとる∑記号を省略している。

### 位置ベクトル
時間を t, 空間の 3 成分を x = (x, y, z ) とすると、4元位置ベクトルは、
{\displaystyle x^{\mu }=(ct,{\boldsymbol {x}})=(ct,x,y,z)} もしくは {\displaystyle x^{\mu }=({\boldsymbol {x}},ct)=(x,y,z,ct)}
として表される。この x μ は、時間と空間が結合された時空上の一点を表す位置ベクトルになっている。このとき x μ が指す点を事象 (event ) と呼ぶ。定数 c は真空中の光速で、時間を長さの次元に換算する役割を果たす。
時間成分を何番目に置くかは、その記法を一貫して用いる限りにおいて自由である。ただし慣例的には上に挙げた順序で記される。なお、(ct, x, y, z ), (x, y, z, ct ) どちらの表記でも空間成分を第 1, 2, 3 と呼ぼうとする為、時間成分を前者では第 0 成分、後者では第 4 成分と呼ぶ。また、時間成分に虚数単位 i をかけて、(ict, x, y, z ) や (x, y, z, ict ) とする場合もある。しかし、どの定義を用いても、物理学の問題を記述する上では差し支えない。

### その他のベクトル
座標変換に対して、上に定義した4元位置ベクトルと同様にふるまうベクトルを4元ベクトルと呼ぶ。座標変換に対するふるまいかたには反変性と共変性の二通りがあるが（後述）、両方を4元ベクトルと呼ぶ。いくつかの具体例についても後述する。

## 反変ベクトルと共変ベクトル
座標変換 {\displaystyle x^{\mu }\to {x'}^{\mu }} に対して、
{\displaystyle A^{\mu }\to {A'}^{\mu }={\frac {\partial {x'}^{\mu }}{\partial x^{\nu }}}A^{\nu }}
のように変換されるベクトル A を反変ベクトル (contravariant vector ) という。反変ベクトルであることを明示するために、添え字は右肩につける。反変ベクトルの例として、位置ベクトルや速度ベクトルがある。
同じ座標変換に対して、
{\displaystyle B_{\mu }\to {B'}_{\mu }={\frac {\partial x^{\nu }}{\partial {x'}^{\mu }}}B_{\nu }}
のように変換されるベクトル B を共変ベクトル (covariant vector ) という。共変ベクトルの添え字は右下につけると約束されている。例えば静電ポテンシャルの空間微分として定義される電場は共変ベクトルである。
反変ベクトルと共変ベクトルは、計量テンソル g μν を用いて互いに変換することができる。
{\displaystyle x_{\mu }=g_{\mu \nu }x^{\nu }\,,}
{\displaystyle x^{\mu }=g^{\mu \nu }x_{\nu }\,.}

## 内積
4元ベクトルの内積は、計量テンソル g μν を用いて、次のように定義される。
{\displaystyle A\cdot B=g_{\mu \nu }A^{\mu }B^{\nu }=A_{\nu }B^{\nu }=A^{\mu }B_{\mu }}
この内積はローレンツ変換に対して不変となる。このような量をローレンツ不変量という。
4元ベクトルの二乗は、内積の定義に計量テンソルが入っているため、通常のユークリッド空間における内積とは異なり、負の値をとり得る。
ミンコフスキー計量の符号を (-, +, +, +) にとれば以下のようになる。
{\displaystyle A^{2}=A\cdot A=-(A_{0})^{2}+(A_{1})^{2}+(A_{2})^{2}+(A_{3})^{2}=-(A_{0})^{2}+|{\boldsymbol {A}}|^{2}\,.}
時空上で、位置ベクトルの絶対値が正になる領域 (|A | > | A 0|) を空間的 (space-like )、負になる領域 (|A | < | A 0|) を時間的 (time-like )、零になる領域  (|A | = | A 0|) を光的 (light-like, null ) という。
ある時空上の点を出発した光は、出発点を原点とした光的な領域の上を運動する。光的な領域全体を光円錐と呼び、特に時間軸の正の側を未来光円錐 (future light cone )、時間軸の負の側を過去光円錐 (past light cone ) という。物体は光速を超えては運動できないので、光円錐の外、すなわち空間的領域へは行くことができない。このことは相対性理論における因果律を示している。

## 4元ベクトルの例
- 4元運動量：時間成分がエネルギー E、空間成分が運動量 p である。

{\displaystyle p^{\mu }=\left({\frac {E}{c}},{\boldsymbol {p}}\right)}
特に、その絶対値は質量であり、通常は負又は零である。
{\displaystyle p^{2}=-{\frac {E^{2}}{c^{2}}}+{\boldsymbol {p}}^{2}=-m^{2}c^{2}}
- 微分

{\displaystyle \partial _{\mu }={\frac {\partial }{\partial x^{\mu }}}=\left({\frac {1}{c}}{\frac {\partial }{\partial t}},\nabla \right)}
- 4元電流密度：時間成分が電荷密度 ρ、空間成分が電流密度 j

{\displaystyle J^{\mu }=(\rho c,{\boldsymbol {j}})}
- 4元ポテンシャル：時間成分がスカラーポテンシャル φ、空間成分がベクトルポテンシャル A

{\displaystyle A^{\mu }=\left({\frac {\phi }{c}},{\boldsymbol {A}}\right)}
- 波数：時間成分が角振動数 ω、空間成分が波数 k

{\displaystyle k^{\mu }=\left({\frac {\omega }{c}},{\boldsymbol {k}}\right)}